# Коханик Ірина Миколаївна
Іри́на Микола́ївна Кохани́к (* 1957) — український музикознавець, педагог, кандидат мистецтвознавства (1988), доцент (1994), професор (2011).

## Життєпис
У 1981 року закінчила Харківський інститут мистецтв, клас Неоніли Бабій-Очеретовської. 1985 року закінчила аспірантуру при Київській консерваторії, керівник — Іван Котляревський.
З 1985 року працювала у видавництві «Музична Україна», від 1989–го — заступник головного редактора, згодом — головний редактор. Від 1991 року — у Національній музичній академії України. 2011-й — професор, з 2012-го — завідувачка кафедри теорії музики.
Займається дослідженням стилю стиль у контексті музичної культури 20-го — початку 21 століття (як-то: сутність, принципи утворення, художня цілісність).
Серед учнів — кандидати мистецтвознавства Федір Крижанівський, Н. Александрова, Надія Юріївна Щербакова.
Серед робіт:
- «Про детермінанти індивідуального стилю Анни Гаврилець», 2006
- «Динаміка сенсоутворення в музичному стилі», 2006
- «Взаємодія жанру і стилю в сучасній музиці: від „діалогу“ до „полілогу“, або Нотатки на берегах музичного постмодерну», 2009
- «Принципи художньої організації часу як національний компонент стилю в Концерті для скрипки з оркестром № 2 Є. Станковича», 2010
- «Між полістилістикою та метастилем: про стильові вишукування українських композиторів на рубежі ХХ–ХХІ століть», 2010.